# Фабіан Бауманн
Фабіан Бауманн (нім. Fabian Baumann) — швейцарський історик, дослідник історії Східної Європи, націоналізму та імперій у Росії, Україні та Центрально-Східній Європі. Постдокторант Гейдельберзького центру трансцендентальних студій при Гайдельберзькому університеті (Німеччина), стипендіат GRK-2840 «Ambivalent Enmity».

## Біографія
Бауманн здобув ступінь бакалавра з російської й англійської мови, літератури й культури в Женевському університеті (2012), магістра (M.Phil.) зі славістики в Оксфордському університеті (2014) та ступінь доктора історичних наук у Базельському університеті (2020, summa cum laude). Викладав у Базелі (2020—2021), був стипендіатом у Чиказькому університеті (2021—2022) та Віденському центрі трансформаційних досліджень (RECET) при Віденському університеті (2023).

## Наукова діяльність
У центрі наукових зацікавлень Бауманна — історія націоналізму, імперій і республік у Східній Європі, зокрема Росії, Україні, Чехословаччині. Його праця Dynasty Divided: A Family History of Russian and Ukrainian Nationalism (2023) отримала Премію імені В. Брюса Лінкольна (2024) та Премію Олександра Нове (2025).
В ній автор досліджує долю інтелектуальної родини Шульгиних, яка впродовж XIX — початку XX століття розділилася між російським і українським національними проєктами. На основі архівних джерел, приватної кореспонденції, мемуарів і журналістики автор розкриває, як окремі члени родини свідомо обирали свою національну ідентичність. Через біографічний підхід Бауманн показує, що націоналізм формувався не лише у публічній сфері, а й у родинному колі, де жінки відігравали активну роль у формуванні національних цінностей. Особливу увагу приділено способам передачі національної ідеї в умовах репресивної політики Російської імперії.
Також Ф. Бауманн є співредактором першого англомовного Handbook of Ukrainian History, що вийде у Oxford University Press у 2028 році (спільно з Оленою Палько та Бьоррісом Кузмані).

## Основні публікації

### Монографії
- Dynasty Divided: A Family History of Russian and Ukrainian Nationalism. Ithaca, NY: NIU Press / Cornell University Press, 2023[4].

### Переклади українською
- Фабіан Бауманн. Розділена династія. Родинна історія російського й українського націоналізмів, пер. Лесь Белей. — Львів: Локальна історія, 2025[5].

### Розділи в книгах, наукові статті
- «'Well-Known and Sincerely Loved': Banal Nationalism, Republican Pride, and Symbolic Ethnicity in Late Soviet Ukraine,» Slavic Review (прийнята до друку, 2025).
- «From National Indifference to Indifferent Nationality? The Ukrainian Masses and Nationhood in the Russian Empire and the Soviet Union.» In: Nationalism from Below, Bloomsbury (forthcoming).
- «Enthusiasm, Disillusionment, and Enemization on the Pages of Kievlianin in the Spring of 1917.» In: Imagining the Future in Russia's February Revolution, Brill (forthcoming).
- «Hiking Boots and Peasant Shirts: National Science, Self-Fashioning, and the Ukrainophile Tradition of Scholarly Travel.» In: Discovering, Surveying, Ordering, Routledge, 2024.
- «Vid spivpratsi do konfrontatsiï: Mykhailo Drahomanov, rodyna Shul'ginykh i rozbrat v seredovyshchi kyïvs'koï intelihentsiï,» Spadshchyna 16 (forthcoming).
- «Russischer und ukrainischer Nationalismus und die Ursprünge anti-ukrainischer Feindbilder im 19. Jahrhundert,» у: Die Ukraine in Europa, wbg Theiss, 2023.
- «Between Empires: Ukraine in the Nineteenth Century.» In: Ukraine's Many Faces, Transcript, 2023.
- «Nationality as Choice of Path: Iakov Shul'gin, Dmitrii Pikhno, and the Russian-Ukrainian Crossroads,» Kritika 23 (4), 2022.
- «Entre imperios: La Ucrania al siglo XIX.» In: Descrubriendo Ucrania, Poliedro, 2022.
- «Editorial: Revisiting Soviet Modernity in the Non-Russian Periphery,» Euxeinos 12 (34), 2022 (з Оленою Палько).
- «Von Krieg zu Krieg: Historische Ukraineforschung seit 2014,» Osteuropa 72 (1–3), 2022.
- «Dragged into the Whirlwind: The Shul'gin Family, Kievlianin, and Kiev's Russian Nationalist Movement in 1917.» In: Russia's Great War & Revolution, Slavica, 2021.

### Рецензії
- Börries Kuzmany, Vom Umgang mit nationaler Vielfalt (forthcoming).
- Serhiy Bilenky, Laboratory of Modernity, Acta Poloniae Historica 130, 2024.
- Anna Veronika Wendland, Befreiungskrieg, H-Soz-Kult, 2023.
- Alexa von Winning, Intimate Empire, Slavic Review 82 (2), 2023.
- Andriy Zayarnyuk, Ostap Sereda, The Intellectual Foundations of Modern Ukraine, Russian Review 82 (3), 2023.
- John Connelly, From Peoples into Nations, Jahrbücher für Geschichte Osteuropas 70 (1–2), 2022.
- Olena Palko, Making Ukraine Soviet, History 107 (374), 2022.
- Rindlisbacher & Tolkatsch, Die heutige Ukraine und ihre sowjetischen Wurzeln, Jahrbücher für Geschichte Osteuropas 69 (4), 2021.
- Trevor Erlacher, Ukrainian Nationalism in the Age of Extremes, Jahrbücher für Geschichte Osteuropas 69 (4), 2021.
- Serhiy Bilenky, Imperial Urbanism in the Borderlands, East/West Journal of Ukrainian Studies 6 (2), 2019.

### Медіа й інтерв'ю
- «The Eurasian Knot Podcast: A Tale of Two Nationalisms,» 16.12.2024.
- «IR Thinker Youtube: Russian and Ukrainian Nationalism,» 02.12.2024.
- Інтерв'ю з Анною Олійник, Локальна історія, № 9 (2024): «Етнічне походження не було вирішальним, коли йшлося про національну лояльність».
- «The Slavic Connexion Podcast,» 19.05.2024.
- «New Books Network History: Ex S Silo Podcast,» 21.10.2023.
- Peripheral Histories? Інтерв'ю, 02.10.2023.
- «Ukraine in Rot,» Religion & Gesellschaft in Ost und West 9 (2023).
- «Ein Keil geht durch die Kiewer Familie,» Neue Zürcher Zeitung, 19.08.2023.
- «Choosing Ukrainian, then and now,» Eurozine, 08.05.2023.
- «Das Märchen vom Marionettenstaat,» Neue Zürcher Zeitung, 13.04.2023.
- «Transformative Podcast,» Episode 34, 20.04.2023.
- «Ein Folterlager im heutigen Europa,» Republik, 03.01.2023.
- «Im Grenzland der Geschichte,» Republik, 12.09.2022.
- «Anti-Russland? Die Ukraine als politisches Projekt,» Geschichte der Gegenwart, 06.04.2022.
- «Die innere Logik des Krieges,» Die Wochenzeitung, 31.03.2022.
- «Einseitiger Einheitswunsch,» Religion & Gesellschaft in Ost und West 9 (2021).
- «Als Genf die Hauptstadt України був,» NZZ Geschichte 1 (2021).
- «Geschichtspolitik mit dem Holzhammer,» Geschichte der Gegenwart, 07.12.2016[6].